# Ensete livingstonianum
Ensete livingstonianum là một loài thực vật có hoa trong họ Musaceae.

## Lịch sử phân loại
Loài này được John Kirk (1832-1922) mô tả khoa học đầu tiên ngày 19 tháng 1 năm 1865 (công bố trong số 9 tạp chí The Journal of the Linnean Society. Botany năm 1867) dưới danh pháp Musa livingstoniana. Trong bài báo năm 1947 (in năm 1948), Ernest Entwistle Cheesman chuyển nó sang chi Ensete.

## Từ nguyên
Tính từ định danh livingstonianum là để vinh danh nhà thám hiểm châu Phi David Livingstone (1813-1873), chỉ huy và là người đồng hành cùng Kirk trong chuyến thám hiểm Zambezi lần hai (1860-1864).

## Phân bố
Loài bản địa từ miền tây châu Phi nhiệt đới tới Malawi; bao gồm Angola, Benin, Cameroon, Cộng hòa Trung Phi, Cộng hòa Congo, Guinea, Bờ Biển Ngà, Malawi, Nigeria, Sierra Leone, Togo và Cộng hòa Dân chủ Congo.